# Nekrolog September 2009
Nekrolog
◄◄
| ◄
| 2005
| 2006
| 2007
| 2008
| 2009 | 2010 | 2011 | 2012 | 2013 | ► | ►►
Januar |
Februar |
März |
April |
Mai |
Juni |
Juli |
August |
September |
Oktober |
November |
Dezember 2009
Weitere Ereignisse | Allgemeiner Nekrolog 2009
Die Beschreibung der verstorbenen Person sollte so kurz wie möglich gehalten sein und nur deren signifikante Tätigkeit(en) enthalten.
Neue Namen ggf. auch unter dem Geburts- und Sterbedatum, also etwa unter 1. Januar und im Geburts- und Sterbejahr (2024) eintragen (nur bei entsprechender großer Wichtigkeit). Für Beispiele siehe die schon vorhandenen Artikel.
Außerdem über die fünf zuletzt Verstorbenen, zu denen es einen ausreichend guten Artikel für eine Präsentation auf der Hauptseite gibt, nach der todesbedingten Überarbeitung der Artikel ggf. auch unter Wikipedia Diskussion:Hauptseite informieren und sie am besten auch in den anderen Wikipedia-Sprachversionen eintragen. Tipp: Regelmäßig bei news.google.de nach „ist tot“, „gestorben“ oder „verstorben“ suchen.
Wenn eine Person gestorben ist, gibt es viele Seiten zu dieser Person in der Wikipedia, die davon auch betroffen sind und entsprechend aktualisiert werden müssen. Beispiele: Namenübersichtsseite, Geburtsjahr, Geburtsort-Seiten und viele mehr.
Wie finde ich die betroffenen Seiten?
Im Suchfeld auf der linken Seite gibt man den Suchbegriff so ein: „Vorname Nachname“. Dann klickt man auf Volltext und alle Seiten mit entsprechendem Suchtext werden aufgerufen. Hier sieht man dann schnell, wo auch das Todesjahr Sinn macht oder sogar ein Teil des Artikels angepasst werden muss. Auch hilft das „Werkzeug“ auf der linken Seite sehr gut, um solche Seiten aufzufinden: „Links auf diese Seite“. Somit ist die Wikipedia wieder aktuell in allen Bereichen! Hinweis: bei Eintragung der Kategorie „Gestorben JAHR“ wird der Missbrauchsfilter 49 ausgelöst, was jedoch nicht schlimm ist. Siehe: Spezial:Missbrauchsfilter/49
Dies ist eine Liste von im September 2009 verstorbenen bekannten Persönlichkeiten. Die Einträge erfolgen innerhalb der einzelnen Daten alphabetisch sortiert. Tiere sind im Nekrolog für Tiere zu finden.

## September
| Tag           | Name                                | Beruf, bekannt als                                                                                               | Alter | Beleg   |
| ------------- | ----------------------------------- | --- | ----- | ------- |
| 1. September  | Dick Berg                           | US-amerikanischer Fernsehproduzent und Drehbuchautor                                                             | 87    | [ 1 ]   |
| 1. September  | Nika Bohinc                         | slowenische Film-Journalistin                                                                                    | 29    | [ 2 ]   |
| 1. September  | Maria Christina von Bourbon-Parma   | spanische Adlige                                                                                                 | 84    | [ 3 ]   |
| 1. September  | Jake Brockman                       | britischer Musiker                                                                                               | 53    | [ 4 ]   |
| 1. September  | Jock Buchanan                       | schottischer Fußballspieler                                                                                      | 74    | [ 5 ]   |
| 1. September  | Aubrey Buxton                       | britischer Autor und Politiker                                                                                   | 91    | [ 6 ]   |
| 1. September  | Jang Jin-young                      | südkoreanische Schauspielerin und Model                                                                          | 35    | [ 7 ]   |
| 1. September  | Wycliffe Johnson                    | jamaikanischer Reggae-Sänger und Komponist                                                                       | 47    | [ 8 ]   |
| 1. September  | Nevit Kodallı                       | türkischer Komponist                                                                                             | 85    | [ 9 ]   |
| 1. September  | Erich Kunzel                        | US-amerikanischer Dirigent                                                                                       | 74    | [ 10 ]  |
| 1. September  | Ed Metz, Sr.                        | amerikanischer Jazzmusiker (Piano, Arrangement, Komposition) und Investmentbanker                                | 74    |         |
| 1. September  | Per Nyhaug                          | norwegischer Orchester- und Jazzmusiker                                                                          | 83    |         |
| 1. September  | Viktor Plasil                       | österreichischer Jazzschlagzeuger                                                                                | 82    |         |
| 1. September  | Zvonimir Puljić                     | kroatischer Politiker                                                                                            | 61    | [ 11 ]  |
| 1. September  | Francis Rogallo                     | US-amerikanischer Luftfahrtpionier                                                                               | 97    | [ 12 ]  |
| 1. September  | Teresa Sarti                        | italienische Friedensaktivistin                                                                                  | 63    |         |
| 1. September  | Buky Schwartz                       | israelischer Bildhauer und Videokünstler                                                                         | 77    |         |
| 1. September  | John Stephens                       | US-amerikanischer American-Football-Spieler                                                                      | 43    | [ 13 ]  |
| 1. September  | Alexis Tioseco                      | kanadischer Filmkritiker                                                                                         | 28    | [ 14 ]  |
| 1. September  | Turi Vasile                         | italienischer Filmproduzent, Drehbuchautor und Filmregisseur                                                     | 87    |         |
| 1. September  | Oliver Wright                       | britischer Diplomat                                                                                              | 88    | [ 15 ]  |
| 2. September  | Hylton Ackerman                     | südafrikanischer Cricketspieler                                                                                  | 62    | [ 16 ]  |
| 2. September  | Roger Aubert                        | belgischer Kirchenhistoriker                                                                                     | 95    | [ 17 ]  |
| 2. September  | Guy Babylon                         | US-amerikanischer Komponist                                                                                      | 52    | [ 18 ]  |
| 2. September  | Brian Boshier                       | englischer Cricketspieler                                                                                        | 77    | [ 19 ]  |
| 2. September  | Jon Eydmann                         | britischer Musikmanager und Musikproduzent                                                                       | 41    | [ 20 ]  |
| 2. September  | Donald Hamilton Fraser              | britischer Maler                                                                                                 | 80    | [ 21 ]  |
| 2. September  | Bill Hefner                         | US-amerikanischer Politiker                                                                                      | 79    | [ 22 ]  |
| 2. September  | Tibor Kristóf                       | ungarischer Schauspieler und Synchronsprecher                                                                    | 67    | [ 23 ]  |
| 2. September  | Abdullah Laghmani                   | afghanischer Geheimdienstler                                                                                     | 40    | [ 24 ]  |
| 2. September  | Jochen Mellin                       | deutscher Fotojournalist                                                                                         | 68    |         |
| 2. September  | Christian Poveda                    | französisch-spanischer Filmemacher                                                                               | 54    | [ 25 ]  |
| 2. September  | Y. S. Rajasekhara Reddy             | indischer Politiker                                                                                              | 60    | [ 26 ]  |
| 2. September  | Mohamed Alí Seineldin               | argentinischer Militär und Putschist                                                                             | 75    | [ 27 ]  |
| 2. September  | Robert Spinrad                      | US-amerikanischer Computerspezialist                                                                             | 77    | [ 28 ]  |
| 2. September  | Ismael Valenzuela                   | US-amerikanischer Jockey                                                                                         | 74    | [ 29 ]  |
| 3. September  | Jürgen Wölbing                      | deutscher Grafiker                                                                                               | 67    | [ 30 ]  |
| 3. September  | Nicola Chapman                      | britische Adelige                                                                                                | 48    | [ 31 ]  |
| 3. September  | Christine D'Haen                    | belgische Poetin                                                                                                 | 85    | [ 32 ]  |
| 3. September  | Giovanni Melis Fois                 | Bischof von Nuoro, Italien                                                                                       | 92    | [ 33 ]  |
| 3. September  | Antonia Hilke                       | deutsche Journalistin und Fernsehmoderatorin                                                                     | 86    |         |
| 3. September  | Caro Jones                          | US-amerikanische Filmproduzentin und Casting-Direktorin                                                          | 86    | [ 34 ]  |
| 3. September  | José Manuel Revuelta                | mexikanischer Politiker                                                                                          | 45    | [ 35 ]  |
| 3. September  | Franz Leonhard Schadt               | deutscher Schauspieler und Marionettenspieler in München                                                         | 99    |         |
| 4. September  | Buddy Blattner                      | US-amerikanischer Sportmoderator und Tennisspieler                                                               | 89    | [ 36 ]  |
| 4. September  | Daniel Bloch                        | israelischer Journalist                                                                                          | 68    | [ 37 ]  |
| 4. September  | Iain Cuthbertson                    | britischer Schauspieler                                                                                          | 79    | [ 38 ]  |
| 4. September  | Tahir Djide                         | indonesischer Badmintontrainer                                                                                   | 70    | [ 39 ]  |
| 4. September  | Ewald Hanstein                      | deutscher Sinti-Funktionär und Überlebender des Holocaust                                                        | 85    |         |
| 4. September  | Skip Miller                         | US-amerikanischer Geschäftsmann und Musikproduzent                                                               | 62    | [ 40 ]  |
| 4. September  | Franz Olah                          | österreichischer Politiker                                                                                       | 99    | [ 41 ]  |
| 4. September  | Ryszard Rzepecki                    | polnischer Fotograf                                                                                              | 68    | [ 42 ]  |
| 4. September  | Herta Kleinschmidt                  | deutsche Musikverlegerin                                                                                         | 86    | [ 43 ]  |
| 4. September  | Charlotte Shigwedha                 | namibische Unternehmerin und Humitärhelferin                                                                     | 32    | [ 44 ]  |
| 4. September  | Keith Waterhouse                    | britischer Schriftsteller und Journalist                                                                         | 80    | [ 45 ]  |
| 4. September  | Bill Welch                          | US-amerikanischer Politiker                                                                                      | 68    | [ 46 ]  |
| 4. September  | Dieter Rieke                        | deutscher Journalist und Politiker (SPD)                                                                         | 84    |         |
| 5. September  | Ross Clifton                        | US-amerikanischer Mixed Martial Arts Kämpfer                                                                     | 32    | [ 47 ]  |
| 5. September  | Gani Fawehinmi                      | nigerianischer Menschenrechtler und Anwalt                                                                       | 71    | [ 48 ]  |
| 5. September  | Mickie Jones                        | US-amerikanischer Musiker                                                                                        | ?     | [ 49 ]  |
| 5. September  | Jesse Mahelona                      | US-amerikanischer American-Football-Spieler                                                                      | 26    | [ 50 ]  |
| 5. September  | Richard Merkin                      | US-amerikanischer Maler                                                                                          | 70    | [ 51 ]  |
| 5. September  | Saifur Rahman                       | bangladeschischer Politiker                                                                                      | 76    | [ 52 ]  |
| 5. September  | Ron Raikes                          | US-amerikanischer Politiker                                                                                      | 61    | [ 53 ]  |
| 5. September  | Benny Tetamashimba                  | sambischer Politiker                                                                                             |       |         |
| 6. September  | Christopher John Banda              | malawischer Fußballspieler                                                                                       | 36    | [ 54 ]  |
| 6. September  | Harcharan Singh Brar                | indischer Politiker                                                                                              | 87    | [ 55 ]  |
| 6. September  | Wojciech Bruszewski                 | polnischer Konzeptkünstler, Videokünstler, Fotograf, Regisseur und Multimediakünstler                            | 62    |         |
| 6. September  | Konrad-Wilhelm Delius               | deutscher Verleger                                                                                               | 92    | [ 56 ]  |
| 6. September  | Vanja Drach                         | jugoslawischer bzw. kroatischer Schauspieler                                                                     | 77    | [ 57 ]  |
| 6. September  | Gerhart Friedländer                 | deutsch-amerikanischer Nuklearchemiker                                                                           | 93    | [ 58 ]  |
| 6. September  | José Francisco Fuentes Esperón      | mexikanischer Politiker                                                                                          | 43    | [ 59 ]  |
| 6. September  | Catherine Gaskin                    | irische Schriftstellerin                                                                                         | 80    | [ 60 ]  |
| 6. September  | Nada Iveljić                        | kroatische Schriftstellerin                                                                                      | 79    | [ 61 ]  |
| 6. September  | Milovan Radovanović                 | serbischer Geograph                                                                                              | 78    | [ 62 ]  |
| 6. September  | Daniel Schwartz                     | französischer Medizinstatistiker                                                                                 | 92    | [ 63 ]  |
| 6. September  | Sim                                 | französischer Komiker                                                                                            | 83    | [ 64 ]  |
| 6. September  | Medea Tschachawa                    | georgische Theater- und Filmschauspielerin                                                                       | 88    | [ 65 ]  |
| 6. September  | Tatjana Ustinowa                    | sowjetische Geologin                                                                                             | 96    | [ 66 ]  |
| 6. September  | Stephen White                       | irischer Fußballspieler                                                                                          | 81    | [ 67 ]  |
| 6. September  | David Glyndwr Tudor Williams        | britischer Professor und Akademiker                                                                              | 81    | [ 68 ]  |
| 7. September  | Finn Caspersen                      | US-amerikanischer Milliardär und Philanthrop                                                                     | 67    | [ 69 ]  |
| 7. September  | Frank Coghlan Jr.                   | US-amerikanischer Filmschauspieler                                                                               | 88    | [ 70 ]  |
| 7. September  | Phaolô Lê Đắc Trọng                 | vietnamesischer Weihbischof von Hanoi                                                                            | 91    | [ 71 ]  |
| 7. September  | Eddie Locke                         | US-amerikanischer Jazzmusiker                                                                                    | 79    |         |
| 7. September  | Fred Mills                          | kanadischer Musiker                                                                                              | 70    | [ 72 ]  |
| 7. September  | Raanan Naim                         | israelischer Politiker                                                                                           | 73    | [ 73 ]  |
| 7. September  | Paul Tănase                         | rumänischer Boxer und Boxtrainer                                                                                 | 59    | [ 74 ]  |
| 7. September  | Christos Vartzakis                  | griechischer Athlet                                                                                              | 98    | [ 75 ]  |
| 8. September  | Army Archerd                        | US-amerikanischer Journalist und Moderator                                                                       | 87    | [ 76 ]  |
| 8. September  | Ray Barrett                         | australischer Schauspieler                                                                                       | 82    | [ 77 ]  |
| 8. September  | Aage Niels Bohr                     | dänischer Physiker und Nobelpreisträger                                                                          | 87    | [ 78 ]  |
| 8. September  | Mike Bongiorno                      | italienischer Fernsehmoderator                                                                                   | 85    | [ 79 ]  |
| 8. September  | Henry Sheldon Fitch                 | US-amerikanischer Zoologe                                                                                        | 99    | [ 80 ]  |
| 8. September  | Edvin Hevonkoski                    | finnischer Bildhauer                                                                                             | 86    | [ 81 ]  |
| 8. September  | Ken Ives                            | britischer Trinkwasserexperte                                                                                    | 82    | [ 82 ]  |
| 8. September  | Klaus Sojka                         | deutscher Jurist, Autor und Politiker                                                                            | 82    | [ 83 ]  |
| 8. September  | Štefan Svetko                       | tschechoslowakischer Architekt                                                                                   | 83    | [ 84 ]  |
| 8. September  | Luther Thomas                       | US-amerikanischer Jazzmusiker                                                                                    | 59    |         |
| 9. September  | Patricia Bergquist                  | neuseeländische Zoologin                                                                                         | 76    |         |
| 9. September  | Eric Davidson                       | kanadischer Mechaniker und überlebender der Halifax-Explosion                                                    | 94    | [ 85 ]  |
| 9. September  | Michael Galasso                     | US-amerikanischer Komponist                                                                                      | 59/60 | [ 86 ]  |
| 9. September  | Léon Glovacki                       | französischer Fußballspieler                                                                                     | 81    | [ 87 ]  |
| 9. September  | Erwin Hoffmann                      | deutscher Fußballspieler                                                                                         | 68    |         |
| 9. September  | James Krenov                        | US-amerikanischer Kunsttischler                                                                                  | 88    | [ 88 ]  |
| 9. September  | Klaus Lutz                          | Schweizer Künstler                                                                                               | 69    |         |
| 9. September  | Frank Mazzuca                       | kanadischer Geschäftsmann und Bürgermeister                                                                      | 87    | [ 89 ]  |
| 9. September  | Sultan Munadi                       | afghanischer Journalist und Übersetzer                                                                           | 32    |         |
| 9. September  | Boulos Abdulla Sarru'               | libanesischer Anglist                                                                                            |       |         |
| 9. September  | László Simon                        | ungarischer Pianist                                                                                              | 61    |         |
| 9. September  | Andrzej Śliwiński                   | Bischof von Elbląg, Polen                                                                                        | 70    | [ 90 ]  |
| 9. September  | Christian Tümpel                    | deutscher Kunsthistoriker                                                                                        | 72    | [ 91 ]  |
| 9. September  | Ulrich Zachert                      | deutscher Jurist mit dem Arbeitsschwerpunkt Arbeitsrecht                                                         | 66    |         |
| 10. September | Frank Batten                        | US-amerikanischer Geschäftsmann                                                                                  | 82    | [ 92 ]  |
| 10. September | Lou Bender                          | US-amerikanischer Basketballspieler                                                                              | 99    | [ 93 ]  |
| 10. September | Lyn Hamilton                        | kanadische Schriftstellerin                                                                                      | 65    | [ 94 ]  |
| 10. September | Sam Hinton                          | US-amerikanischer Folksänger und Meeresbiologe                                                                   | 92    | [ 95 ]  |
| 10. September | Horst Koch                          | deutscher Sänger und Liedermacher                                                                                | 66    |         |
| 10. September | Karl-Heinz Lust                     | deutscher Unternehmer                                                                                            | 63    | [ 96 ]  |
| 10. September | Robert H. Miller                    | US-amerikanischer Jurist                                                                                         | 90    | [ 97 ]  |
| 10. September | Hans Röthlisberger                  | Schweizer Glaziologe                                                                                             | 86    |         |
| 10. September | Heinz Rothmund                      | deutscher Radrennfahrer und Radsporttrainer                                                                      | 80    |         |
| 10. September | Tony Thornton                       | US-amerikanischer Boxer                                                                                          | 49    | [ 98 ]  |
| 10. September | James D. Warner                     | US-amerikanischer Bischof                                                                                        | 85    | [ 99 ]  |
| 11. September | Juan Almeida Bosque                 | kubanischer Politiker                                                                                            | 82    | [ 100 ] |
| 11. September | Gertrude Baines                     | US-amerikanische Supercentenarian                                                                                | 115   |         |
| 11. September | José Pedro Barrán                   | uruguayischer Historiker                                                                                         | 75    |         |
| 11. September | William Beck                        | US-amerikanischer Geschäftsmann und Mitbesitzer der Charlotte Bobcats                                            | 49    | [ 101 ] |
| 11. September | James E. Bromwell                   | US-amerikanischer Politiker                                                                                      | 89    | [ 102 ] |
| 11. September | Jim Carroll                         | US-amerikanischer Schriftsteller                                                                                 | 60    | [ 103 ] |
| 11. September | Mool Chand Chowhan                  | indischer Sportfunktionär                                                                                        | 82    | [ 104 ] |
| 11. September | Pierre Cossette                     | kanadischer Fernsehproduzent                                                                                     | 85    | [ 105 ] |
| 11. September | John Dunning                        | englischer Snookerspieler                                                                                        | 82    | [ 106 ] |
| 11. September | Larry Gelbart                       | US-amerikanischer Drehbuchautor                                                                                  | 81    | [ 107 ] |
| 11. September | Bob Greenberg                       | US-amerikanischer Manager und Musikproduzent                                                                     | 75    | [ 108 ] |
| 11. September | Crystal Lee Jordan                  | US-amerikanischer Gewerkschaftsfunktionär und Anwalt                                                             | 68    | [ 109 ] |
| 11. September | Jürgen Karl Klauß                   | deutscher Regisseur und Autor                                                                                    | 65    | [ 110 ] |
| 11. September | Pia Le Thomas                       | französische Zisterzienserin, Äbtissin und Klostergründerin                                                      | 88    |         |
| 11. September | Einar Maasik                        | estnischer Schriftsteller und Kulturjournalist                                                                   | 79    |         |
| 11. September | Roger Melis                         | deutscher Fotograf                                                                                               | 68    | [ 111 ] |
| 11. September | Geraldo Gurgel de Mesquita          | brasilianischer Politiker                                                                                        | 90    |         |
| 11. September | Zakes Mokae                         | südafrikanischer Schauspieler                                                                                    | 75    | [ 112 ] |
| 11. September | Ernst Mühlemann                     | Schweizer Politiker                                                                                              | 79    | [ 113 ] |
| 11. September | Ramiro Musotto                      | argentinischer Perkussionist                                                                                     | 45    | [ 114 ] |
| 11. September | Georgios Papoulias                  | griechischer Politiker                                                                                           | 82    | [ 115 ] |
| 11. September | Wilfried Seibicke                   | deutscher Germanist und Namenkundler                                                                             | 78    |         |
| 11. September | Yoshito Usui                        | japanischer Mangazeichner                                                                                        | 51    | [ 116 ] |
| 11. September | Henny van Schoonhoven               | niederländischer Fußballspieler                                                                                  | 39    | [ 117 ] |
| 11. September | Roland W.                           | deutscher Schlagersänger                                                                                         | 68    | [ 118 ] |
| 12. September | Norman Ernest Borlaug               | US-amerikanischer Agrarwissenschaftler und Nobelpreisträger                                                      | 95    | [ 119 ] |
| 12. September | Dominik Brunner                     | deutscher Manager                                                                                                | 50    | [ 120 ] |
| 12. September | Alan Chávez                         | mexikanischer Schauspieler                                                                                       | 18    |         |
| 12. September | George Eckstein                     | US-amerikanischer Drehbuchautor und Produzent                                                                    | 81    | [ 121 ] |
| 12. September | Alfred Gottschalk                   | deutsch-amerikanischer Präsident des Hebrew Union College                                                        | 79    | [ 122 ] |
| 12. September | William Hofman                      | US-amerikanischer Schriftsteller                                                                                 | 84    | [ 123 ] |
| 12. September | Christopher G. Kelly                | US-amerikanischer Politiker                                                                                      | 51    | [ 124 ] |
| 12. September | Jack Kramer                         | US-amerikanischer Tennisspieler                                                                                  | 88    | [ 125 ] |
| 12. September | Thabet bin Laden                    | jemenitisch-saudi-arabischer Adliger                                                                             | 49    | [ 126 ] |
| 12. September | Antônio Olinto                      | brasilianischer Schriftsteller                                                                                   | 90    | [ 127 ] |
| 12. September | Willy Ronis                         | französischer Fotograf                                                                                           | 99    | [ 128 ] |
| 12. September | Dolf Schnebli                       | Schweizer Architekt                                                                                              | 80    | [ 129 ] |
| 12. September | Fred Sherman                        | US-amerikanischer Geschäftsmann und Hörfunkjournalist                                                            | 85    | [ 130 ] |
| 12. September | Kurt Siebenhaar                     | deutscher Basketballtrainer und -spieler                                                                         | 80    |         |
| 12. September | Raj Singh Dungarpur                 | indischer Cricketspieler und Sportfunktionär                                                                     | 74    | [ 131 ] |
| 12. September | Lawrence Slobodkin                  | US-amerikanischer Biologe                                                                                        | 81    | [ 132 ] |
| 12. September | Daniela Şopterean                   | rumänische Sportkeglerin                                                                                         | 35    | [ 133 ] |
| 12. September | Martin E. Süskind                   | deutscher Journalist                                                                                             | 65    | [ 134 ] |
| 13. September | William Alston                      | US-amerikanischer Philosoph                                                                                      | 87    |         |
| 13. September | Philip Aziz                         | kanadischer Maler                                                                                                | 86    | [ 135 ] |
| 13. September | Edgardo Boeninger                   | chilenischer Hochschullehrer und Politiker                                                                       | 84    | [ 136 ] |
| 13. September | Felix Bowness                       | britischer Schauspieler und Komiker                                                                              | 87    | [ 137 ] |
| 13. September | Paul Burke                          | US-amerikanischer Schauspieler                                                                                   | 83    | [ 138 ] |
| 13. September | Malcolm J. Casadaban                | US-amerikanischer Professor und Forscher                                                                         | 60    | [ 139 ] |
| 13. September | Radi Petrowitsch Fedorenko          | russischer Mathematiker                                                                                          | 79    |         |
| 13. September | Lonny Frey                          | US-amerikanischer Baseballspieler                                                                                | 99    | [ 140 ] |
| 13. September | Brigitte Freyh                      | deutsche Politikerin (SPD), MdB                                                                                  | 85    |         |
| 13. September | Rudolf Heiss                        | deutscher Ingenieur                                                                                              | 105   |         |
| 13. September | Arnold Laven                        | US-amerikanischer Filmregisseur                                                                                  | 87    | [ 141 ] |
| 13. September | Ruth Neuberger-Donath               | österreichisch-israelische Klassische Philologin                                                                 | 95    |         |
| 13. September | Hubert Rees                         | britischer Biologe                                                                                               | 85    | [ 142 ] |
| 13. September | Paul Shirtliff                      | englischer Fußballspieler                                                                                        | 46    | [ 143 ] |
| 13. September | Horst Ulrich Wendler                | deutscher Dramatiker und Autor von Hörspielen und Fernsehspielen                                                 | 83    |         |
| 14. September | Keith Floyd                         | britischer Fernsehproduzent und Fernsehkoch                                                                      | 65    | [ 144 ] |
| 14. September | Henry Gibson                        | US-amerikanischer Schauspieler                                                                                   | 73    | [ 145 ] |
| 14. September | Bobby Graham                        | britischer Schlagzeuger                                                                                          | 69    | [ 146 ] |
| 14. September | Hans-Joachim Helwig-Wilson          | deutscher Fotojournalist                                                                                         | 78    |         |
| 14. September | Karl Heinz Jahnke                   | deutscher Historiker                                                                                             | 75    | [ 147 ] |
| 14. September | Helmut Köhler                       | deutscher Politiker (SPD), MdL                                                                                   |       |         |
| 14. September | Gerhard Leo                         | deutscher Journalist                                                                                             | 86    | [ 148 ] |
| 14. September | Mike Leyland                        | australischer Filmemacher                                                                                        | 68    | [ 149 ] |
| 14. September | Jody Powell                         | US-amerikanischer Politiker und Regierungssprecher                                                               | 65    | [ 150 ] |
| 14. September | John Rarick                         | US-amerikanischer Politiker                                                                                      | 85    | [ 151 ] |
| 14. September | Hubert Prachensky                   | österreichischer Architekt                                                                                       | 93    | [ 152 ] |
| 14. September | Jerry van Rooyen                    | niederländischer Jazzmusiker                                                                                     | 80    | [ 153 ] |
| 14. September | Nadschmeddin Schalolow              | usbekischer Chef der Islamischen Dschihad-Union                                                                  | ??    | [ 154 ] |
| 14. September | Jing Shuping                        | chinesischer Geschäftsmann und Bankier der Minsheng Bank                                                         | 91    | [ 155 ] |
| 14. September | Darren Sutherland                   | irischer Boxer                                                                                                   | 27    | [ 156 ] |
| 14. September | Patrick Swayze                      | US-amerikanischer Schauspieler, Sänger und Tänzer                                                                | 57    | [ 157 ] |
| 14. September | Lily Tembo                          | sambische Sängerin, Songschreiber und Journalistin                                                               | 27    | [ 158 ] |
| 14. September | José de Udaeta                      | spanischer Flamenco-Tänzer, Choreograf, Pädagoge, Kastagnetten-Virtuose                                          | 90    |         |
| 14. September | Ralf Winkler                        | deutscher Bühnen- und Kostümbildner                                                                              | 73    |         |
| 14. September | Bartholomäus Yu Chengti             | Bischof von Hanzhong, China                                                                                      | 90    | [ 159 ] |
| 15. September | Brian Barron                        | britischer Kommentator und Kriegsberichterstatter                                                                | 69    | [ 160 ] |
| 15. September | Friedrich Platte                    | deutscher Politiker (SPD), Oberstadtdirektor                                                                     | 92    |         |
| 15. September | Heinz Burghart                      | deutscher Journalist und Autor                                                                                   | 83    | [ 161 ] |
| 15. September | George Crumbley                     | US-amerikanischer Geschäftsmann und Sportpräsident                                                               | 76    | [ 162 ] |
| 15. September | Nicu Constantin                     | rumänischer Schauspieler                                                                                         | 70    | [ 163 ] |
| 15. September | Tommy Greenhough                    | englischer Cricketspieler                                                                                        | 77    | [ 164 ] |
| 15. September | Espiridion Laxa                     | philippinischer Filmproduzent                                                                                    | 79    | [ 165 ] |
| 15. September | Troy Kennedy Martin                 | britischer Drehbuchautor                                                                                         | 77    | [ 166 ] |
| 15. September | Sotero Laurel                       | philippinischer Politiker                                                                                        | 90    | [ 167 ] |
| 15. September | Gerald Lestz                        | US-amerikanischer Autor                                                                                          | 95    | [ 168 ] |
| 15. September | Lincoln Maazel                      | US-amerikanischer Schauspieler                                                                                   | 106   | [ 169 ] |
| 15. September | Maxine Marx                         | US-amerikanische Autorin und Schauspielerin                                                                      | 91    | [ 170 ] |
| 15. September | Saleh Ali Saleh Nabhan              | kenianischer Anführer von Al-Qaida in Somalia                                                                    |       |         |
| 15. September | Trevor D. Rhone                     | jamaikanischer Dramatiker                                                                                        | 69    | [ 171 ] |
| 15. September | Nunzio Rotondo                      | italienischer Jazztrompeter                                                                                      | 84    |         |
| 15. September | Constantinos Sekeris                | griechischer Biochemiker                                                                                         | 76    | [ 172 ] |
| 16. September | Orhan Atasoy                        | türkischer Sänger                                                                                                | 62    | [ 173 ] |
| 16. September | Timothy Bateson                     | englischer Schauspieler                                                                                          | 83    |         |
| 16. September | Myles Brand                         | US-amerikanischer Philosoph und Sportfunktionär                                                                  | 67    | [ 174 ] |
| 16. September | Monte Clark                         | US-amerikanischer American-Football-Spieler und -Trainer                                                         | 72    | [ 175 ] |
| 16. September | Luciano Emmer                       | italienischer Filmregisseur                                                                                      | 91    | [ 176 ] |
| 16. September | Alfred Härtl                        | deutscher Verwaltungsjurist                                                                                      | 83    |         |
| 16. September | Kurt Krigar                         | deutscher Kameramann und Filmemacher                                                                             | 88    |         |
| 16. September | John Eric Littlewood                | englischer Schachspieler                                                                                         | 78    | [ 177 ] |
| 16. September | Ernst Märzendorfer                  | österreichischer Dirigent                                                                                        | 88    | [ 178 ] |
| 16. September | Johnny Mullins                      | US-amerikanischer Musiker und Songschreiber                                                                      | 85    | [ 179 ] |
| 16. September | Julian Niemczyk                     | US-amerikanischer Diplomat                                                                                       | 89    | [ 180 ] |
| 16. September | Filip Nikolic                       | französischer Schauspieler und Sänger                                                                            | 35    | [ 181 ] |
| 16. September | Steve Romanik                       | US-amerikanischer American-Football-Spieler                                                                      | 85    | [ 182 ] |
| 16. September | Aleksandar Sekulić                  | serbischer Dichter                                                                                               | 72    | [ 183 ] |
| 16. September | Nicholas Shi Jin Xian               | chinesischer Ordensgeistlicher, römisch-katholischer Bischof von Shangqiu                                        | 88    | [ 184 ] |
| 16. September | Melvin Simon                        | US-amerikanischer Manager und Eigentümer der Indiana Pacers                                                      | 82    | [ 185 ] |
| 16. September | Kurt Singer                         | deutscher Pädagoge, Psychoanalytiker und Hochschullehrer                                                         | 80    |         |
| 16. September | Mary Travers                        | US-amerikanische Folksängerin                                                                                    | 72    | [ 186 ] |
| 16. September | Dorothy Wellman                     | US-amerikanische Tänzerin und Schauspielerin                                                                     | 95    | [ 187 ] |
| 16. September | Josef Wiese                         | deutscher Unternehmer                                                                                            | 77    | [ 188 ] |
| 17. September | Linda C. Black                      | US-amerikanische Astrologin und Kolumnistin                                                                      | 65    | [ 189 ] |
| 17. September | Tommy Burnett                       | US-amerikanischer Politiker                                                                                      | 67    | [ 190 ] |
| 17. September | Virginia Chadwick                   | australische Politikerin                                                                                         | 64    | [ 191 ] |
| 17. September | Frank Deasy                         | irischer Drehbuchautor                                                                                           | 49    | [ 192 ] |
| 17. September | Dick Durock                         | US-amerikanischer Schauspieler und Stuntman                                                                      | 72    | [ 193 ] |
| 17. September | Bernie Fuchs                        | US-amerikanischer Illustrator                                                                                    | 76    | [ 194 ] |
| 17. September | Dick Hoover                         | US-amerikanischer Bowler                                                                                         | 79    | [ 195 ] |
| 17. September | Jürg Hügi                           | Schweizer Komiker                                                                                                | 65    | [ 196 ] |
| 17. September | Josef Isenschmid                    | Schweizer Politiker                                                                                              | 101   | [ 197 ] |
| 17. September | Randy Johnson                       | US-amerikanischer American-Football-Spieler                                                                      | 65    | [ 198 ] |
| 17. September | Otto Kern                           | deutscher Textilunternehmer, Konsul und Verbandspräsident                                                        | 95    | [ 199 ] |
| 17. September | Leon Kirchner                       | US-amerikanischer Komponist                                                                                      | 90    | [ 200 ] |
| 17. September | Bob Kowalkowski                     | US-amerikanischer American-Football-Spieler und -Trainer                                                         | 65    | [ 201 ] |
| 17. September | Raimund Ochabauer                   | österreichischer Geistlicher                                                                                     | 74    | [ 202 ] |
| 17. September | Christian Petersen                  | norwegischer Eishockeyspieler                                                                                    | 71    | [ 203 ] |
| 17. September | Noordin Mohammad Top                | malaysischer Islamist                                                                                            | 41    | [ 204 ] |
| 17. September | Geoff Williamson                    | australischer Ruderer                                                                                            | 86    |         |
| 18. September | Vladimír Kostka                     | tschechischer Eishockeytrainer                                                                                   | 87    | [ 205 ] |
| 18. September | James Donnewald                     | US-amerikanischer Politiker                                                                                      | 84    | [ 206 ] |
| 18. September | Nilson Fanini                       | brasilianischer Geistlicher, Präsident des Baptistischen Weltbundes (1995–2000)                                  | 77    | [ 207 ] |
| 18. September | Doug Fisher                         | kanadischer Journalist und Politiker                                                                             | 89    | [ 208 ] |
| 18. September | Utz Jeggle                          | deutscher Volkskundler                                                                                           | 68    | [ 209 ] |
| 18. September | Pearl Hackney                       | britische Schauspielerin                                                                                         | 92    |         |
| 18. September | Gerhard Hentrich                    | deutscher Verleger                                                                                               | 85    | [ 210 ] |
| 18. September | Mahlon Hoagland                     | US-amerikanischer Biologe                                                                                        | 87    | [ 211 ] |
| 18. September | Irving Kristol                      | US-amerikanischer Sozialwissenschaftler                                                                          | 89    | [ 212 ] |
| 18. September | Arthur Kulling                      | deutscher Geiger, Konzertmeister, Klarinettist, Dirigent und Arrangeur                                           | ≈83   | [ 213 ] |
| 18. September | Joseph Marona                       | sudanesischer Erzbischof                                                                                         |       | [ 214 ] |
| 18. September | Manuel H. Rodríguez                 | kolumbianischer Fotograf und Reporter                                                                            | 89    | [ 215 ] |
| 18. September | Natalija Schwedowa                  | russische Linguistin                                                                                             | 92    | [ 216 ] |
| 18. September | Barbara Skarga                      | polnische Philosophin                                                                                            | 89    |         |
| 18. September | Marcel Vandewattyne                 | belgischer Leichtathlet                                                                                          | 85    | [ 217 ] |
| 18. September | John Wild                           | britischer Medizintechniker                                                                                      | 95    | [ 218 ] |
| 19. September | Ludwig Almstadt                     | deutscher Architekt und Baubeamter                                                                               | 86    |         |
| 19. September | Iosif Amanatidis                    | griechischer Volleyballspieler                                                                                   | 24    | [ 219 ] |
| 19. September | Gabriel Beaudry                     | kanadischer Ruderer                                                                                              | 82    | [ 220 ] |
| 19. September | Mario Beltrán                       | kolumbianischer Fußballspieler                                                                                   | 23    | [ 221 ] |
| 19. September | Hans-Werner Bussinger               | deutscher Schauspieler und Synchronsprecher                                                                      | 68    | [ 222 ] |
| 19. September | Eva Cassirer                        | deutsche Philosophin, Astronomin und Kunstsammlerin                                                              | 89    |         |
| 19. September | Herman Córdoba                      | kolumbianischer Fußballspieler                                                                                   | 19    | [ 223 ] |
| 19. September | Alan Deyermond                      | britischer Romanist                                                                                              | 77    | [ 224 ] |
| 19. September | Arthur Ferrante                     | US-amerikanischer Pianist                                                                                        | 88    | [ 225 ] |
| 19. September | Alfred Frisch                       | deutscher Journalist in Frankreich                                                                               | 96    |         |
| 19. September | Stevie Gray                         | schottischer Fußballspieler                                                                                      | 42    | [ 226 ] |
| 19. September | Ruprecht Haensel                    | deutscher Physiker                                                                                               | 74    |         |
| 19. September | Víctor Israel                       | spanischer Schauspieler                                                                                          | 80    | [ 227 ] |
| 19. September | Dušan Kanazir                       | jugoslawischer Biochemiker                                                                                       | 88    | [ 228 ] |
| 19. September | Monty Kaser                         | US-amerikanischer Golfer                                                                                         | 67    | [ 229 ] |
| 19. September | Grigoris Kilitzidis                 | griechischer Volleyballspieler                                                                                   | 22    | [ 230 ] |
| 19. September | Milton Meltzer                      | US-amerikanischer Historiker                                                                                     | 94    | [ 231 ] |
| 19. September | Maurizio Montalbini                 | italienischer Soziologe                                                                                          | 56    | [ 232 ] |
| 19. September | Jelisaweta Mukassei                 | russische Spionin                                                                                                | 97    | [ 233 ] |
| 19. September | Roc Raida                           | US-amerikanischer Discjockey                                                                                     | 37    | [ 234 ] |
| 19. September | Lymon C. Reese                      | US-amerikanischer Bauingenieur                                                                                   | 92    | [ 235 ] |
| 19. September | Luigi Enrico Rossi                  | italienischer Altphilologe                                                                                       | 76    | [ 236 ] |
| 19. September | Joseph-Marie Sardou                 | Erzbischof von Monaco                                                                                            | 83    | [ 237 ] |
| 19. September | Peter Schlesinger                   | deutscher Schauspieler                                                                                           | 74    |         |
| 19. September | Margarete Taudte                    | deutsche Schauspielerin                                                                                          | 88    | [ 238 ] |
| 19. September | Hermann Wiesflecker                 | österreichischer Historiker                                                                                      | 95    |         |
| 19. September | Jutta Wochesländer                  | österreichische Politikerin (FPÖ), Abgeordnete zum Nationalrat                                                   | 61    |         |
| 19. September | Eduard Zimmermann                   | deutscher Journalist und Fernsehmoderator                                                                        | 80    | [ 239 ] |
| 20. September | Freddy Bienstock                    | US-amerikanischer Musikproduzent                                                                                 | 81    | [ 240 ] |
| 20. September | Neridson Estevao                    | angolanischer Fußballspieler                                                                                     | 26    | [ 241 ] |
| 20. September | Steve Friedman                      | US-amerikanischer Filmkritiker                                                                                   | 61    | [ 242 ] |
| 20. September | Bertil Gärtner                      | schwedischer Bischof                                                                                             | 84    | [ 243 ] |
| 20. September | Schraga Har-Gil                     | deutsch-israelischer Journalist, Autor                                                                           | 83    |         |
| 20. September | John Hart                           | US-amerikanischer Schauspieler                                                                                   | 91    | [ 244 ] |
| 20. September | Ken Hough                           | neuseeländischer Cricket- und Fußballspieler                                                                     | 80    | [ 245 ] |
| 20. September | Booker Moore                        | US-amerikanischer American-Football-Spieler                                                                      | 80    | [ 246 ] |
| 20. September | Bayo Ohu                            | nigerianischer Journalist                                                                                        | 48    | [ 247 ] |
| 20. September | Shuhrat Safin                       | usbekischer Schachspieler                                                                                        | 39    | [ 248 ] |
| 20. September | Georg Salvamoser                    | deutscher Unternehmer                                                                                            | 59    | [ 249 ] |
| 20. September | Arthur Westrup                      | deutscher Journalist, Werbefachmann und Publizist                                                                | 96    |         |
| 21. September | Laurence Charles Binford            | US-amerikanischer Ornithologe                                                                                    | 74    | [ 250 ] |
| 21. September | Sam Carr                            | US-amerikanischer Musiker                                                                                        | 83    | [ 251 ] |
| 21. September | Yiannis Dimitropoulos               | griechischer Handballspieler und -trainer                                                                        | 45    | [ 252 ] |
| 21. September | Roger de Diesbach                   | Schweizer Journalist                                                                                             | 65    |         |
| 21. September | Wilma Cozart Fine                   | US-amerikanische Musikproduzentin                                                                                | 82    | [ 253 ] |
| 21. September | Robert Ginty                        | US-amerikanischer Schauspieler und Theaterregisseur                                                              | 60    | [ 254 ] |
| 21. September | Michael Lockett                     | britischer Soldat                                                                                                |       |         |
| 21. September | Miroslav Stefan Marusyn             | ukrainischer Erzbischof                                                                                          | 85    | [ 255 ] |
| 21. September | Piers Merchant                      | britischer Politiker                                                                                             | 58    | [ 256 ] |
| 21. September | Parviz Meshkatian                   | iranischer Musiker und Komponist                                                                                 | 54    | [ 257 ] |
| 21. September | Erich Scheibmayr                    | deutscher Autor und Friedhofsexperte                                                                             | 90    |         |
| 21. September | Heinrich Schilinzky                 | deutsch-baltischer Maler, Grafiker und Bildhauer                                                                 | 85    |         |
| 21. September | Shōno Junzō                         | japanischer Autor                                                                                                | 88    | [ 258 ] |
| 22. September | Romanas Arlauskas                   | litauisch-australischer Schachspieler                                                                            | 92    |         |
| 22. September | Klaus Arnold                        | deutscher Künstler und Rektor                                                                                    | 81    | [ 259 ] |
| 22. September | Mary Casson                         | britische Theaterschauspielerin                                                                                  | 95    |         |
| 22. September | Kole Čašule                         | mazedonischer Schriftsteller                                                                                     | 88    | [ 260 ] |
| 22. September | Peter Denyer                        | britischer Schauspieler und Schriftsteller                                                                       | 62    | [ 261 ] |
| 22. September | Olaf Dufseth                        | norwegischer Nordischer-Kombinierer                                                                              | 91    | [ 262 ] |
| 22. September | Volker Gebbert                      | deutscher Industriesoziologe                                                                                     | 70    |         |
| 22. September | Hugo Herrestrup                     | dänischer Schauspieler                                                                                           | 76    |         |
| 22. September | Frank Johnson                       | US-amerikanischer Meteorologe                                                                                    | 91    | [ 263 ] |
| 22. September | Andrea Maltarolli                   | brasilianische Autorin                                                                                           | 46    | [ 264 ] |
| 22. September | Dirce Migliaccio                    | brasilianische Schauspielerin                                                                                    | 75    | [ 265 ] |
| 22. September | S. Varalakshmi                      | indische Schauspielerin und Sängerin                                                                             | 82    | [ 266 ] |
| 22. September | Wess                                | US-amerikanischer Musiker                                                                                        | 64    | [ 267 ] |
| 23. September | Ertuğrul Osman                      | osmanischer Prinz                                                                                                | 97    | [ 268 ] |
| 23. September | Hubert Elsässer                     | deutscher Bildhauer                                                                                              | 75    |         |
| 23. September | Paul B. Fay                         | US-amerikanischer Politiker                                                                                      | 91    | [ 269 ] |
| 23. September | Matthias Gäbler                     | deutscher Alpinist                                                                                               | 60    | [ 270 ] |
| 23. September | Hans Hornig                         | deutscher Diplom-Ingenieur, Schweißfachingenieur und Leiter der Gruppe Schweiß- und Fügetechnik bei BMW          | 58    |         |
| 23. September | Andries Krogman                     | südafrikanischer Athlet und Fernsehmoderator                                                                     | 57    | [ 271 ] |
| 23. September | Gleb Medwedew                       | sowjetischer bzw. russischer Zoologe                                                                             | 78    | [ 272 ] |
| 23. September | Adauto Puñales                      | uruguayischer Politiker                                                                                          | 74    |         |
| 23. September | Klaus Riebschläger                  | deutscher Politiker                                                                                              | 69    | [ 273 ] |
| 23. September | Stuart Robertson                    | britisch-kanadischer Gärtner und Publizist                                                                       | 65    | [ 274 ] |
| 23. September | Bill Speirs                         | britischer Geschäftsmann und Gewerkschafter                                                                      | 57    | [ 275 ] |
| 23. September | George M. Sullivan                  | US-amerikanischer Politiker                                                                                      | 87    | [ 276 ] |
| 23. September | Paul Suter                          | Schweizer Bildhauer                                                                                              | 83    |         |
| 23. September | Pierre Van Halteren                 | belgischer Kommunalpolitiker                                                                                     | 98    | [ 277 ] |
| 24. September | Nelly Arcan                         | kanadische Schriftstellerin                                                                                      | 36    | [ 278 ] |
| 24. September | Susan Atkins                        | US-amerikanische Mörderin (Manson-Familie)                                                                       | 61    | [ 279 ] |
| 24. September | P. C. Balaswamy                     | Bischof von Nellore, Indien                                                                                      | 80    | [ 280 ] |
| 24. September | Bill Bateson                        | britischer Sportjournalist                                                                                       | 73    | [ 281 ] |
| 24. September | Terry Bly                           | englischer Fußballspieler                                                                                        | 73    | [ 282 ] |
| 24. September | Forrest Church                      | US-amerikanischer Autor, Minister und Theologe                                                                   | 61    | [ 283 ] |
| 24. September | Joseph Satoshi Fukahori             | Bischof von Takamatsu, Japan                                                                                     | 84    | [ 284 ] |
| 24. September | Heini Göbel                         | deutscher Schauspieler                                                                                           | 99    | [ 285 ] |
| 24. September | Kevork Hovnanian                    | US-amerikanisch-irakischer Geschäftsmann                                                                         | 86    | [ 286 ] |
| 24. September | Rogers McVaugh                      | US-amerikanischer Botaniker                                                                                      | 100   | [ 287 ] |
| 24. September | Howard Morrison                     | neuseeländischer Sänger                                                                                          | 74    | [ 288 ] |
| 24. September | Emile Norman                        | US-amerikanischer Maler                                                                                          | 91    | [ 289 ] |
| 24. September | Esko Rosnell                        | finnischer Jazzmusiker                                                                                           | 66    | [ 290 ] |
| 24. September | Erich Schmidt                       | deutscher Ringer                                                                                                 | 84    | [ 291 ] |
| 24. September | Egon Solymossy                      | ungarischer Leichtathlet                                                                                         | 87    | [ 292 ] |
| 24. September | Mimi Weddell                        | US-amerikanische Schauspielerin                                                                                  | 94    | [ 293 ] |
| 25. September | Willy Breinholst                    | dänischer Autor                                                                                                  | 91    | [ 294 ] |
| 25. September | István Bujtor                       | ungarischer Schauspieler und Regisseur                                                                           | 67    | [ 295 ] |
| 25. September | Albert Czapski                      | deutscher Musikindustrieller                                                                                     | 74    | [ 296 ] |
| 25. September | Liselotte Ebnet                     | deutsche Operetten- und Musicalsängerin                                                                          | 77    |         |
| 25. September | Pierre Falardeau                    | kanadischer Filmregisseur                                                                                        | 62    | [ 297 ] |
| 25. September | Ingrid Holzhüter                    | deutsche Politikerin                                                                                             | 72    | [ 298 ] |
| 25. September | Gerhard Kettmann                    | deutscher Linguist                                                                                               | 81    |         |
| 25. September | Alicia de Larrocha                  | spanische Pianistin                                                                                              | 86    | [ 299 ] |
| 25. September | Lee Robins                          | US-amerikanische psychiatrische Epidemiologin                                                                    | 87    |         |
| 25. September | Robert Sahakyants                   | armenischer Animator                                                                                             | 60    | [ 300 ] |
| 25. September | Chaim Seeligmann                    | deutsch-israelischer Pädagoge und Kibbutz-Historiker                                                             | 97    | [ 301 ] |
| 25. September | Bob Stupak                          | US-amerikanischer Geschäftsmann                                                                                  | 67    | [ 302 ] |
| 25. September | David Will                          | schottischer Geschäftsmann und Fußballfunktionär                                                                 | 72    | [ 303 ] |
| 26. September | Geoff Barrowcliffe                  | englischer Fußballspieler                                                                                        | 77    | [ 304 ] |
| 26. September | Antonio Chua                        | philippinischer Sportoffizieller                                                                                 | 55    | [ 305 ] |
| 26. September | Nihat Nikerel                       | türkischer Schauspieler                                                                                          | 59    | [ 306 ] |
| 26. September | Zygmunt Chychła                     | polnischer Boxer                                                                                                 | 82    | [ 307 ] |
| 26. September | Ruth von Fischer                    | Schweizer Künstlerin und Zeichenlehrerin                                                                         | 98    |         |
| 26. September | Teresita von Freyberg               | uruguayische Adelige und Diözesanoberin der Malteser                                                             | 72    |         |
| 26. September | John G. Geier                       | US-amerikanischer Psychologe und Unternehmer                                                                     | 75    |         |
| 26. September | Hans Jung                           | deutscher Jurist und Kanzler des Gerichts erster Instanz der Europäischen Gemeinschaften                         | 64    |         |
| 26. September | Georgi Martynowitsch Kert           | sowjetischer russischer Sprachwissenschaftler und Spezialist für ostseefinnische und samische Sprachen Russlands | 86    |         |
| 26. September | Paul Medhurst                       | britisch-neuseeländischer Radrennfahrer                                                                          | 56    |         |
| 26. September | R. Soeprapto                        | indonesischer Politiker                                                                                          | 85    | [ 308 ] |
| 26. September | Lenore Volz                         | deutsche Theologin und Pfarrerin                                                                                 | 96    |         |
| 27. September | Apostolos                           | griechischer Erzbischof                                                                                          | 85    | [ 309 ] |
| 27. September | Ramesh Balsekar                     | indischer Mystiker, Schüler des Advaita-Lehrers Sri Nisargadatta Maharaj                                         | 92    |         |
| 27. September | René Bliard                         | französischer Fußballspieler                                                                                     | 76    | [ 310 ] |
| 27. September | John Connell                        | amerikanischer Künstler                                                                                          | 69    |         |
| 27. September | Izak de Villiers                    | südafrikanischer Pfarrer, Poet, Buchautor und Redakteur                                                          | 73    | [ 311 ] |
| 27. September | Iwan Dychowitschny                  | russischer Filmregisseur und Drehbuchautor                                                                       | 61    | [ 312 ] |
| 27. September | Donald G. Fisher                    | US-amerikanischer Unternehmer                                                                                    | 81    | [ 313 ] |
| 27. September | Volkmar W. Kübler                   | deutscher Manager                                                                                                | 68    |         |
| 27. September | Hans-Heinrich Jescheck              | deutscher Rechtswissenschaftler                                                                                  | 94    | [ 314 ] |
| 27. September | John Holmes                         | britischer Rugbyspieler                                                                                          | 57    | [ 315 ] |
| 27. September | Charles Snead Houston               | US-amerikanischer Bergsteiger, Schauspieler, Erfinder, Autor und Filmregisseur                                   | 96    | [ 316 ] |
| 27. September | Herbert Major                       | deutscher Autor und Heimatforscher                                                                               | 99    |         |
| 27. September | Freddie McCoy                       | US-amerikanischer Jazzmusiker                                                                                    | 76    |         |
| 27. September | Donal McLaughlin                    | US-amerikanischer Architekt, Schöpfer des UNO-Symbols                                                            | 102   |         |
| 27. September | Brian Redman                        | US-amerikanischer Bassist                                                                                        | 31    | [ 317 ] |
| 27. September | William Safire                      | US-amerikanischer Publizist                                                                                      | 79    | [ 318 ] |
| 27. September | Günter Ssymmank                     | deutscher Ingenieur und Designer                                                                                 | 90    | [ 319 ] |
| 27. September | Pierre-Christian Taittinger         | französischer Staatssekretär und Bürgermeister                                                                   | 83    |         |
| 27. September | Beau Velasco                        | australischer Schlagzeuger                                                                                       | 31    | [ 320 ] |
| 28. September | Ernie Adams                         | englischer Fußballspieler                                                                                        | 87    |         |
| 28. September | Alimsoltan Abseitowitsch Alchamatow | russischer Politiker                                                                                             | 44    | [ 321 ] |
| 28. September | Kalvi Aluve                         | estnischer Architekt                                                                                             | 80    |         |
| 28. September | Achim Beyer                         | deutscher Bürgerrechtler und Volkswirt                                                                           | 76    |         |
| 28. September | Abdulmelik Firat                    | kurdisch-türkischer Politiker                                                                                    | 75    | [ 322 ] |
| 28. September | Horst Feilzer                       | deutscher Fußballspieler                                                                                         | 52    | [ 323 ] |
| 28. September | Guillermo Endara Galimany           | panamaischer Politiker und ehemaliger Staatspräsident                                                            | 73    | [ 324 ] |
| 28. September | Tatjana Alexandrowna Ginezinskaja   | sowjetische bzw. russische Parasitologin und Hochschullehrerin                                                   | 91    |         |
| 28. September | Johannes Hawlik                     | österreichischer Politiker                                                                                       | 64    | [ 325 ] |
| 28. September | Ulf Larsson                         | schwedischer Film- und Theaterregisseur                                                                          | 53    | [ 326 ] |
| 28. September | Daniel Martín                       | spanischer Schauspieler                                                                                          | 74    |         |
| 28. September | José Antonio Muñoz Rojas            | spanischer Dichter                                                                                               | 99    | [ 327 ] |
| 28. September | Best Ogedegbe                       | nigerianischer Fußballspieler und -trainer                                                                       | 55    | [ 328 ] |
| 28. September | Nicolae Pleșiță                     | rumänischer Geheimdienstchef                                                                                     | 80    | [ 329 ] |
| 28. September | Luis Sánchez-Moreno Lira            | Erzbischof von Arequipa, Peru                                                                                    | 83    | [ 330 ] |
| 28. September | Reinhold Scheucher                  | österreichischer Politiker                                                                                       | 72    |         |
| 28. September | Frank Straass                       | deutscher Schauspieler, Journalist und Schriftsteller                                                            | 84    |         |
| 28. September | Daniel Thellmann                    | rumänischer Lokalpolitiker                                                                                       | 49    |         |
| 28. September | Don Thompson                        | US-amerikanischer Baseball-Spieler                                                                               | 85    | [ 331 ] |
| 28. September | Richard Webster                     | britischer Leichtathlet                                                                                          | 94    |         |
| 28. September | Horst Wenzel                        | deutscher Jugendbuchautor, Pädagoge und Verfasser kulturhistorischen Werke                                       | 82    |         |
| 29. September | Henry Bellmon                       | US-amerikanischer Politiker                                                                                      | 88    | [ 332 ] |
| 29. September | Peter Foote                         | britischer Skandinawist                                                                                          | 85    | [ 333 ] |
| 29. September | Karl Friedrich Hagenmüller          | deutscher Betriebswissenschaftler, Manager und Hochschullehrer                                                   | 92    |         |
| 29. September | Jürgen Hoffmann                     | deutscher Politikwissenschaftler                                                                                 | 65    |         |
| 29. September | Anu Kaipainen                       | finnische Schriftstellerin                                                                                       | 76    | [ 334 ] |
| 29. September | Greg Ladanyi                        | US-amerikanischer Musikproduzent                                                                                 | 57    | [ 335 ] |
| 29. September | Ray Nettles                         | kanadischer American-Football-Spieler                                                                            | 60    | [ 336 ] |
| 29. September | Pawel Popowitsch                    | ukrainischer Kosmonaut                                                                                           | 78    | [ 337 ] |
| 29. September | Ed Sherman                          | US-amerikanischer American-Football-Trainer                                                                      | 97    | [ 338 ] |
| 29. September | Günter Peter Straschek              | österreichischer Publizist und Filmemacher                                                                       | 67    |         |
| 29. September | Sperantza Vrana                     | griechische Schauspielerin, Sängerin und Autorin                                                                 | 83    | [ 339 ] |
| 29. September | Olaf Baron von Wrangel              | deutscher Politiker und Journalist                                                                               | 81    | [ 340 ] |
| 29. September | Annelore Zückert                    | österreichische Skirennläuferin                                                                                  | 84    | [ 341 ] |
| 30. September | Pentti Airikkala                    | finnischer Rallyefahrer                                                                                          | 64    | [ 342 ] |
| 30. September | Rafael Arozarena                    | spanischer Schriftsteller                                                                                        | 86    | [ 343 ] |
| 30. September | Robert S. Baker                     | britischer Regisseur, Kameramann und Fernsehproduzent                                                            | 92    | [ 344 ] |
| 30. September | Helmut Berger-Tuna                  | österreichischer Opernsänger                                                                                     | 67    |         |
| 30. September | Lee Fletcher                        | US-amerikanischer Politiker und Fernsehmoderator                                                                 | 43    | [ 345 ] |
| 30. September | Luigi Moro                          | kanadisch-italienischer Fußballtrainer                                                                           | 91    | [ 346 ] |
| 30. September | Rao Birender Singh                  | indischer Politiker                                                                                              | 88    | [ 347 ] |
| 30. September | Rudolf Walter                       | deutscher Komponist, Kirchenmusiker und Hochschullehrer                                                          | 91    | [ 348 ] |